# Tunan Marca (distrito)
Tunan Marca é um distrito da província de Jauja, localizado do Departamento de Junín, Peru.

## Transporte
O distrito de Tunan Marca não é servido pelo sistema de estradas terrestres do Peru.